# Dopis Rúholláha Chomejního Michailu Gorbačovovi
Dopis Rúholláha Chomejního Michailu Gorbačovovi byl zaslán nejvyšším vůdcem Íránu Rúholláhem Chomejním generálnímu tajemníkovi Komunistické strany Sovětského svazu Michailu Gorbačovovi 7. ledna 1989. Jedná se o jediný písemný vzkaz Chomejního zahraničnímu vůdci. Dopis doručili íránští politici Abdolláh Džavádí Ámolí, Mohammad Džavád Lárídžání a Marzíje Hadídčí. Chomejní v dopise prohlásil, že komunismus se v sovětském bloku rozpadá, a vyzval Gorbačova, aby zvážil islám jako alternativu ke komunistické ideologii.

## Obsah
Chomejní v dopise blahopřál Gorbačovovi k jeho odvaze při jednání s moderním světem a k obnově sovětských principů. Navrhl islám jako alternativu ke komunistické ideologii a doporučil muslimské filozofy, jako jsou Ibn al-Arabí, Avicenna a al-Fárábí.
Součástí dopisu byla předpověď o konci marxismu a zhroucení komunismu. Chomejní prohlásil: „Pane Gorbačove! Každému je jasné, že od nynějška se komunismus bude muset nacházet pouze v muzeích světových politických dějin, neboť marxismus nemůže uspokojit žádnou ze skutečných potřeb lidstva. Marxismus je materialistická ideologie a nemůže vyvést lidstvo z krize způsobené nedostatkem víry v duchovno, což je hlavní neduh lidské společnosti jak na východě, tak na západě“. Chomejní varoval Gorbačova „před pádem do náruče západního kapitalismu“. Chomejní v dopise dále dodal: „Hlavním problémem, kterému čelí vaše země, není soukromé vlastnictví, svoboda a ekonomika; vaším problémem je absence pravé víry v Boha“.